# Hugo Yonzon jr.
Hugo Yonzon jr. (24 mei 1924 - 17 oktober 1994) was een Filipijns striptekenaar, illustrator en modernistische kunstschilder.

## Biografie
Hugo Yonzon jr. werd geboren op 24 mei 1924. Hij studeerde met hulp van een Ramon Roces-beurs aan de faculteit voor Schone kunsten aan de University of the Philippines. Yonzon jr. carrière als kunstenaar begon enkele jaren na de Tweede Wereldoorlog. Yonzon jr. tekende vanaf halverwege de jaren 50 de bekende cartoon Sakay and Moy, die gedurende achttien jaar verscheen in de Manila Times. Ook werd hij bekend om zijn tekenwerk voor de stripserie van het boek Sawa sa Lumang Simboryo en was hij de geestelijk vader van Dalaginding, een strip die van 1967 tot 1970 verscheen in het tijdschrift Kislap-Graphic. Ook was Yongzon jr. enige tijd de belangrijkste cartoonist van Philipino Express.
Behalve als tekenaar en illustrator was Yonzon jr. ook actief als kunstschilder. Hij produceerde bijzonder veel schilderijen. De meeste daarvan waren olieverfschilderijen. In de jaren 40 en 50 schilderde Yonzon jr. veelal niet-perfecte figuren en landschappen in sombere tertiaire kleuren. In de jaren'60 hanteerde hij een kubistische stijl van schilderen op ondergronden met structuur erin. In de jaren 80 en 90 hanteerde Yonzon veelal een realistische schilderstijl waarin hij gebruikmakend van opvallende, heldere kleuren vaak vissersmannen en boeren schilderde. Ondanks het feit dat Yonzon jr. veel schilderijen produceerde, organiseerde hij gedurende zijn leven niet veel "one-man" tentoonstellingen met zijn werk. Wel organsieerde hij diverse keren tentoonstellingen met de schilders Malang en Ang Kiukok. Samen met hen en vier andere richtte hij begin jaren 60 ook Gallery Seven op, waar ze nieuwe werken tentoonstelden.
Ter gelegenheid van zijn negentigste geboortedag werd in 2014 in het Cultural Center of the Philippines een overzichtstentoonstelling van zijn werk  georganiseerd.
Yonzon jr. was getrouwd en had veertien kinderen.